# Tadas Papečkys
Tadas Papečkys (ur. 28 września 1978 w Kapsukasie) – litewski piłkarz występujący na pozycji lewego obrońcy.

## Kariera
Papečkys jest wychowankiem FBK Kowno, w którym zadebiutował w A lydze w 1997 roku. Po dwóch sezonach przeszedł do Žalgirisu Wilno. Z tym klubem po raz pierwszy sięgnął po mistrzostwo kraju. Po roku powrócił do swojego pierwszego klubu. Zdobył z nim trzy tytuły mistrzowskie i Puchar Litwy, będąc kluczowym graczem tej drużyny. W połowie sezonu 2002 Papečkys został wypożyczony do rosyjskiego Anży Machaczkała, w którym zagrał w zaledwie jednym meczu ligowym. Po powrocie do ojczyzny, w 2003 roku jego zespół wywalczył dwa mistrzostwa i dwa puchary. W 2006 roku grał w FK Šilutė, a wiosną 2007 roku wyjechał do łotewskiego FK Rīga.
W latach 2007–2008 Litwin bronił barw Górnika Zabrze. W międzyczasie trafił na krótkie wypożyczenie do ŁKS-u Łódź.

## Kariera reprezentacyjna
W reprezentacji Litwy Papečkys od 2005 roku wystąpił siedem razy.